# Makovica
Makovica je přírodní památka západně od obce Buchlovice v okrese Uherské Hradiště. Důvodem ochrany je zachování ukázky typických lesních společenstev chřibské pahorkatiny.

## Galerie

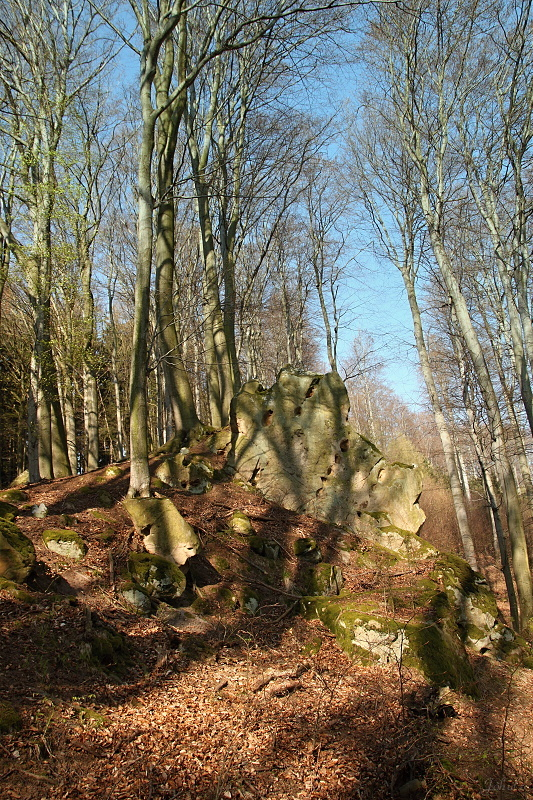
PP Makovica
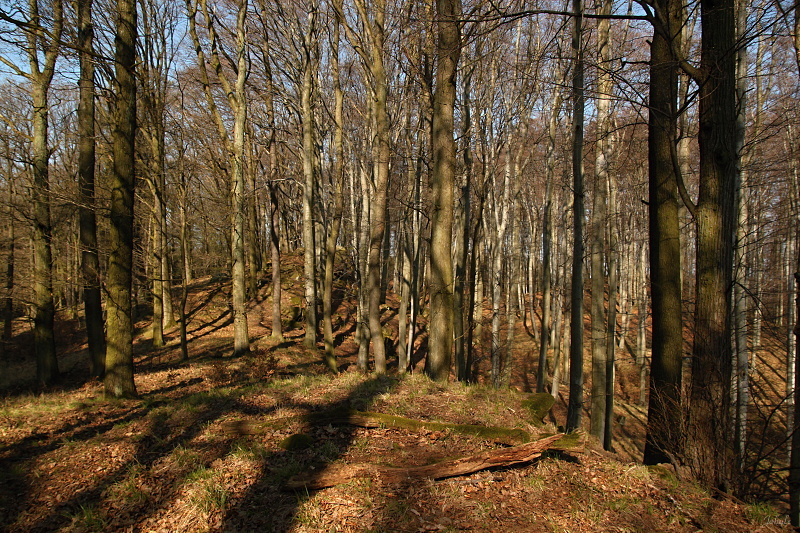
Vrchol
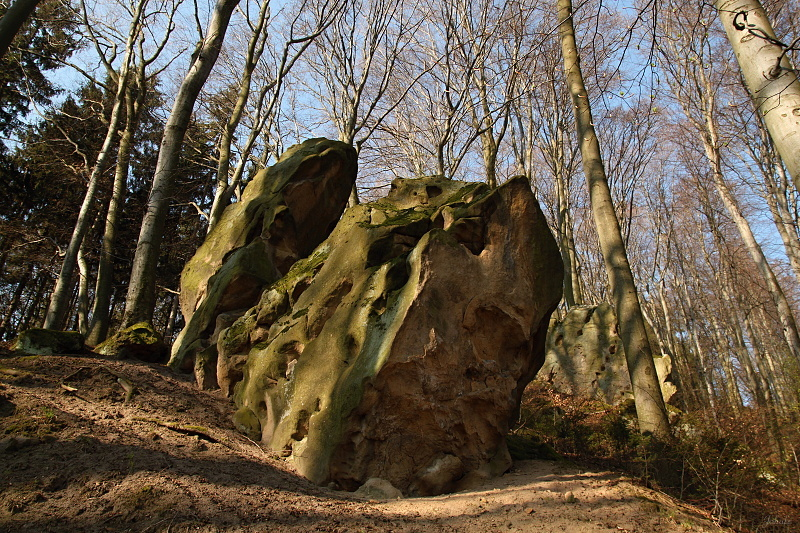
Skála
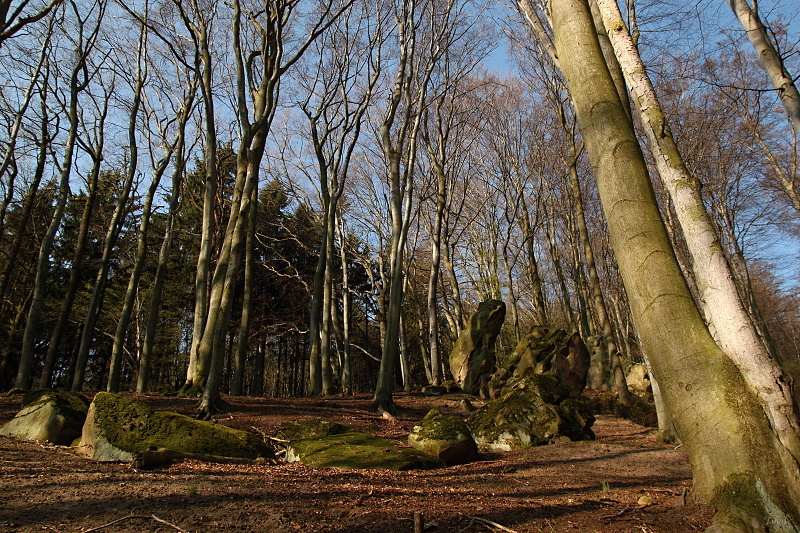
Jihovýchodní úbočí